# Ascalaphus sinister
Ascalaphus sinister là một loài côn trùng trong họ Ascalaphidae thuộc bộ Neuroptera. Loài này được Walker miêu tả năm 1853.

## Hình ảnh

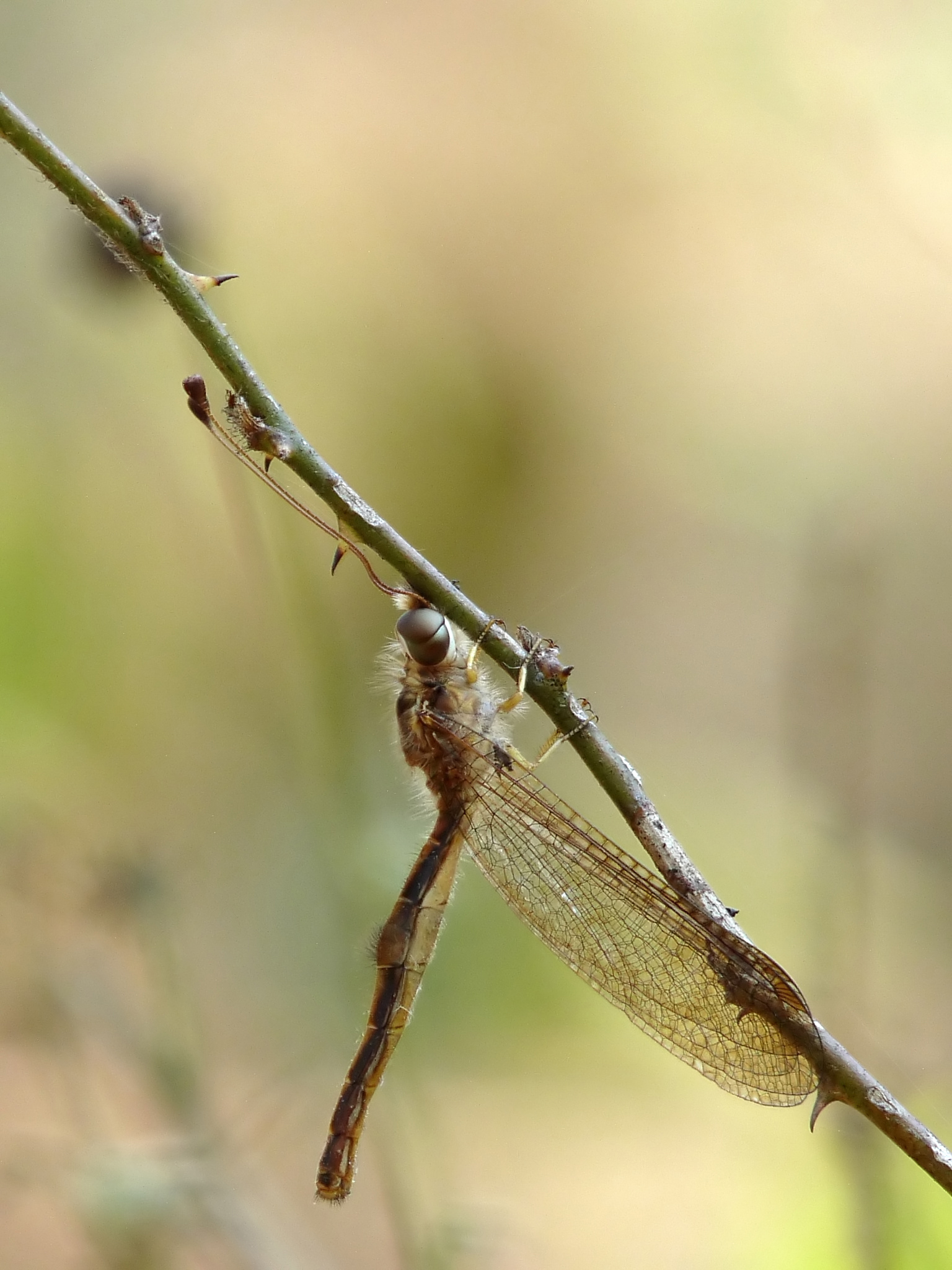
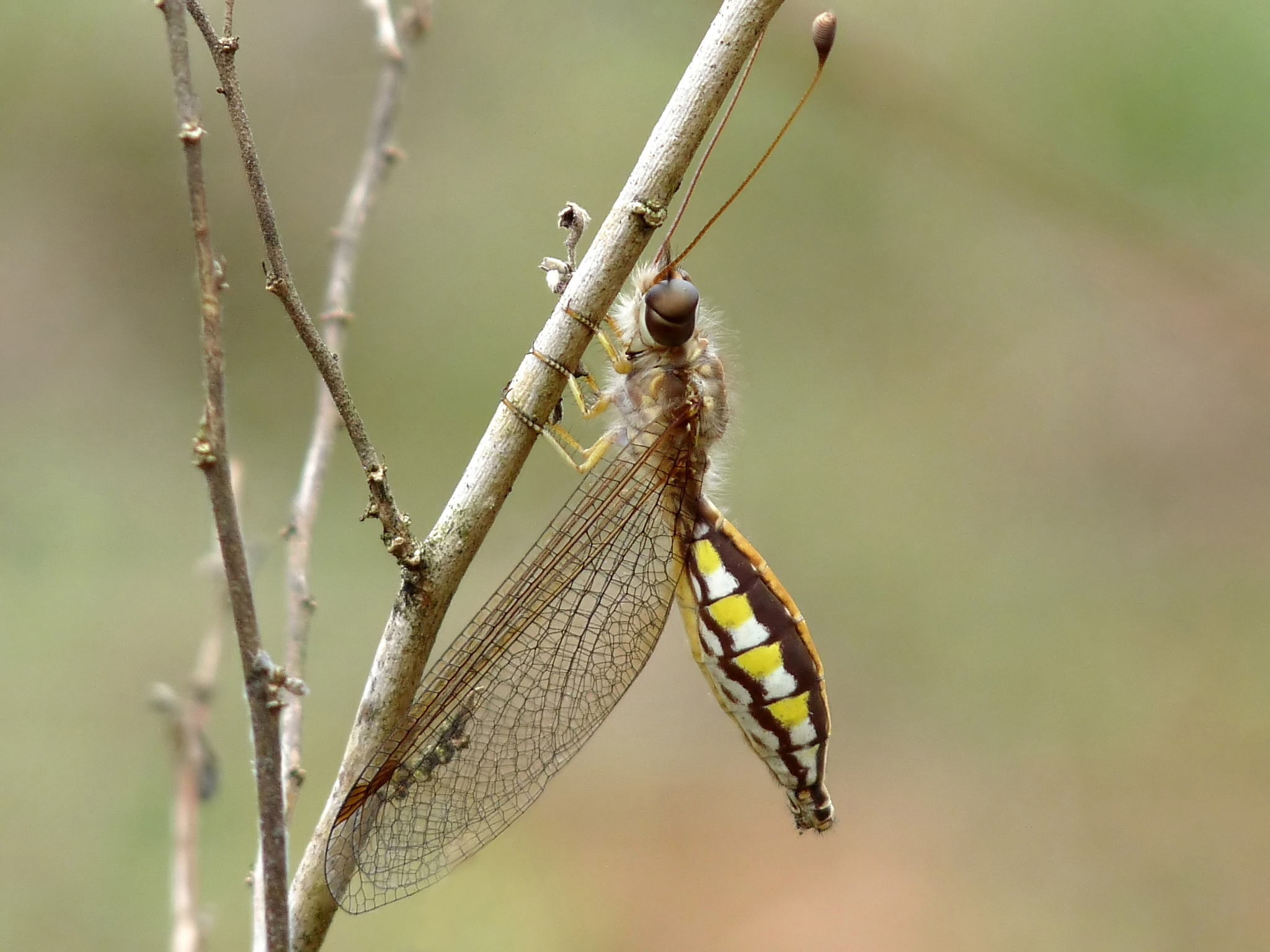
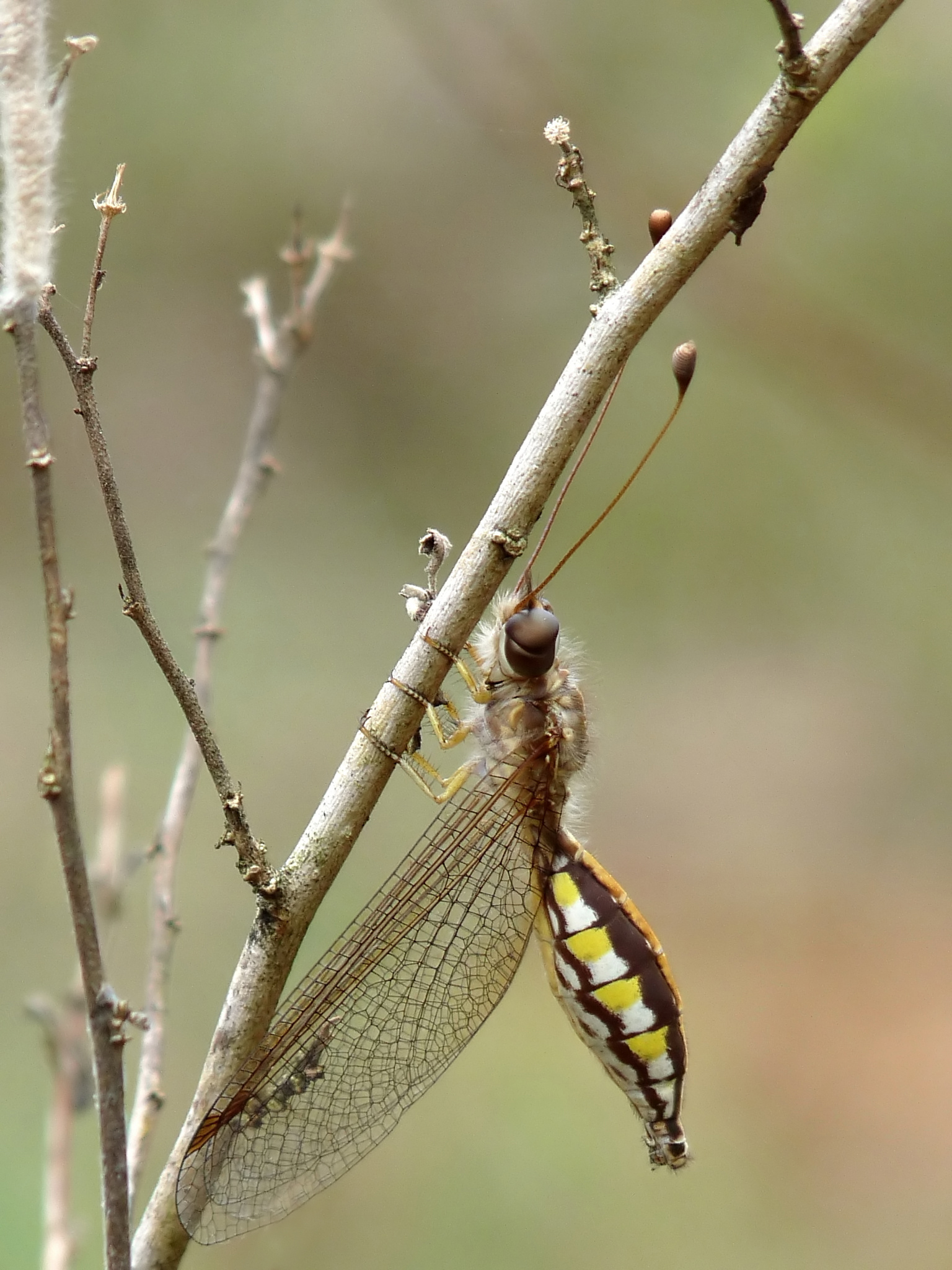
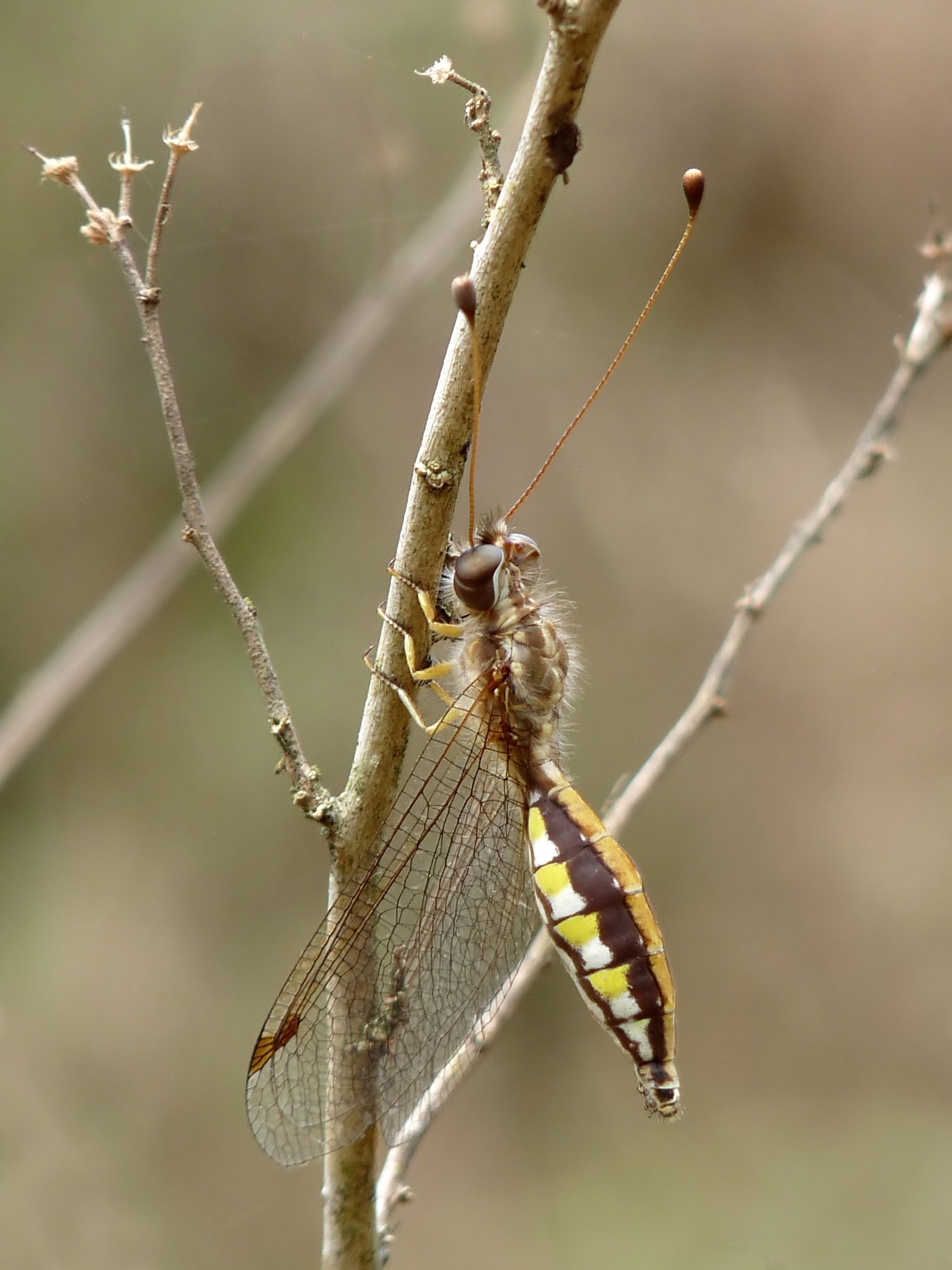